# Вупперталер
«Вупперта́л» (нім. «Wuppertaler SV») — німецький футбольний клуб з Вупперталя. Заснований 8 липня 1954 року.

## Виступи в Європі
| Сезон   | Турнір     | Раунд     |        | Клуб        | Рахунок  |
| ------- | ---------- | --------- | ------ | ----------- | -------- |
| 1973-74 | Кубок УЄФА | 1-й раунд | Польща | Рух (Хожув) | 1-4, 5-4 |